# Naft shahr (gisement)
Le gisement pétrolier de Naft shahr (en persan : میدان نفتی نفت‌شهر) est un gisement pétrolier située à 100 km au nord-ouest d'Ilam, à 225 km au sud-ouest de Kermanshah et à 60 km de Qasr-e Chirin. Le champ pétrolier a été découvert en 1923 sur la plate-forme pétrolière de la ville.
Après traitement et dessalement, le pétrole extrait sur le gisement est transféré via oléoduc à la raffinerie de Kermanshah.

## Événements
Le 28 juin 2010, le puits n° 24 du gisement prend feu. Les flammes montent, selon les témoins, jusqu'à 70 mètres. L'incendie est maîtrisé au bout de 38 jours. Quatre ouvriers sont tués et 12 autres blessés dans l'incident.